# 弗迪格里斯河
弗迪格里斯河（英語：Verdigris River，/ˈvɜːrdɪɡrɪs/）是阿肯色河的一条支流，位于美国堪萨斯州的东南部和奧克拉荷馬州的东北部，长约310英里（500），是密西西比河流域的一部分。